# Fenylhydrazin
Fenylhydrazin är en kemisk förening av bensen och hydrazin med formeln C6H5N2H3.

## Historia
Fenylhydrazin upptäcktes 1875 av den tyske kemisten Hermann Emil Fischer. Han framställde det genom att reducera fenyldiazoniumsalt med sulfit.

## I naturen
Fenylhydrazin-derivat i odlad trädgårdschampinjon kan vara genotoxiska och carcinogena.

## Framställning
Fenylhydrazin framställs genom att anilin (C6H5NH2) oxideras av natriumnitrit (NaNO2) och saltsyra (HCl), vilket ger saltet fenyldiazoniumklorid (C6H5N2Cl) som i sin tur reduceras till fenylhydrazin av natriumsulfit (Na2SO3) i basisk lösning.

## Användning
Fenylhydrazin används för att tillverka indoler som används i färgämnen och läkemedel.